# Hoa cỏ chiến tranh
Hoa Cỏ Chiến Tranh (tiếng Trung: 烽火芳菲, tên khác: In Harm's Way) là một bộ phim chính kịch chiến tranh Trung Quốc năm 2017 của đạo diễn Đan Mạch Bille August với sự tham gia của Lưu Diệc Phi và Emile Hirsch. Phim được phát hành vào ngày 10 tháng 11 năm 2017 tại Trung Quốc đại lục.

## Nội dung
Vào những năm 1940, cuộc tấn công của Nhật Bản vào Trân Châu Cảng đã phá hủy tinh thần của người Mỹ. Tổng thống Hoa Kỳ Franklin D. Roosevelt đã quyết định mạo hiểm tất cả để đánh bom Tokyo, làm tăng hy vọng của công chúng. Các máy bay ném bom do Trung tá Jimmy Doolittle dẫn đầu đã cất cánh từ một hàng không mẫu hạm khổng lồ. Tuy nhiên, sau khi hoàn thành nhiệm vụ, các phi công máy bay ném bom đã phải hạ cánh tại các khu vực ven biển gần tỉnh Chiết Giang, Trung Quốc do thiếu nhiên liệu. Một phi công trẻ, Jack Turner, được cứu bởi một góa phụ trẻ địa phương tên Ying, người đã liều mạng khi cô giấu người phi công Mỹ bị thương trong nhà. Mặc dù không thể giao tiếp bằng lời nói, họ đã yêu nhau và một câu chuyện tình yêu đầy nước mắt đã xảy ra giữa hai người.
Ying và trưởng thôn Kai giấu Jack trong một hang động trong rừng. Lục quân Đế quốc Nhật Bản (đã bắt và hành quyết những người đồng đội của Jack) đi tìm kiếm Jack và chiếm ngôi làng, tra khảo Kai về nơi ẩn náu của người phi công. Kai từ chối khai ra và bị hành quyết. Nunu bảo Ying kể lại mọi chuyện cho ông bà nội nhưng Ying không làm thế vì nhớ lời dặn của Kai là không được kể cho ai. Ngày hôm sau, Ying đi đến hang động với một ít thức ăn cho Jack và thấy anh đã tỉnh lại.
Quân Nhật bắt đầu tìm kiếm trong rừng và Ying buộc phải đưa Jack về nhà cô. Jack đã dạy Nunu huýt sáo bài Yankee Doodle. Jack có thể truyền đạt cho Ying rằng anh cần phải đến Trùng Khánh, nơi có căn cứ của quân Mỹ. Cô giấu anh dưới căn hầm trong khi tìm cách liên lạc với quân du kích Trung Quốc để họ giúp anh tẩu thoát. Một ngày nọ, khi Nunu đang học ở trường, Đại úy Shimamoto của quân Nhật đến nhà Ying và định cưỡng hiếp cô, nhưng đã bị Jack bắn chết. Họ giấu xác gã sĩ quan Nhật dưới căn hầm và khi Jack an ủi Ying, họ nảy sinh tình cảm.
Ở trường, Nunu vô tình huýt sáo bài Yankee Doodle khiến thầy giáo chú ý. Sau đó, thầy giáo đến nhà Ying và gặp Jack, tiết lộ rằng anh ta là thành viên của quân du kích Trung Quốc. Khi Jack cho anh ta xem xác của Shimamoto, anh ta bảo Ying và Nunu hãy bỏ trốn cùng Jack vì quân Nhật sẽ hành quyết họ khi chúng biết chuyện. Trong khi cả nhóm bỏ trốn, quân Nhật tìm thấy xác của Shimamoto và truy đuổi họ sau khi đốt cháy ngôi làng. Quân Nhật cuối cùng cũng đuổi kịp họ, thầy giáo cùng một số người du kích chiến đấu với chúng và bị giết. Khi cả nhóm đến bờ sông, Ying bị một lính Nhật bắn chết. Jack chạy thoát cùng Nunu và những người du kích còn lại.
Tại Trùng Khánh, Jack báo cáo với Doolittle, đồng thời bày tỏ mong muốn được nhận Nunu làm con nuôi. Doolittle bác bỏ điều đó, nói rằng Jack không thể vừa là một người lính vừa là bố cô bé cùng một lúc. Thay vào đó, Nunu sẽ được giao cho một gia đình người Trung Quốc sống ở Los Angeles. Jack miễn cưỡng chấp nhận và chào tạm biệt Nunu trong nước mắt. Năm mươi năm sau, Jack đã là một ông già viết một lá thư cho Nunu trưởng thành, nói rằng ông thực sự yêu mẹ cô và mặc dù nhớ bà hàng ngày nhưng ông đã tìm thấy sự bình yên cho chính mình. Địa chỉ trên phong bì mà Jack nhét lá thư cho biết Nunu đang ở San Diego, California.

## Diễn viên
- Lưu Diệc Phi vai Ying (Góa phụ nông thôn)
- Emile Hirsch vai Jack Turner (Phi công quân đội người Mỹ)
- Lý Phương Tông vai Nunu - con gái góa phụ
- Nghiêm Khoan vai trưởng thôn Kai
- Dư Thiếu Quần vai thầy giáo
- Vincent Riotta vai Jimmy Doolittle
- Củng Hán Lâm vai cha chồng của góa phụ
- Kim Châu vai mẹ chồng của góa phụ
- Củng Thiên Khoát vai Trung úy Tôn
- Tsukagoshi Hirotaka vai Đại úy Shimamoto
- La Gia Lương vai sĩ quan (vai phản diện cán bộ Quốc Dân Đảng)
- Thư Diệu Tuyên vai tiểu thương

## Sản xuất
- Đạo diễn: Bille August
- Nhà sản xuất: Tôn Bằng
- Kịch bản: Greg Latter
- Quay phim: Filip Zumbrunn
- Dựng phim: Gerd Tjur
- Sáng tác ca khúc và âm nhạc: Annette Focks

## Giải thưởng
- Được đề cử - Giải Chiếc cốc vàng cho Phim xuất sắc nhất tại Liên hoan phim quốc tế Thượng Hải.